# Генрих фон Фельдеке
Генрих фон Фельдеке (нем. Heinrich von Veldeke, лимб. Heinric van Veldeke, нидерл.  Hendrik van Veldeke) (до 1150 года — между 1190 и 1200 годами) — средневековый поэт периода раннего миннезанга, писавший на нижнефранконском наречии.

## Творчество
Служилый рыцарь графа Лоонского, побывавший при дворах разных немецких сеньоров и в то же время имевший связи с богатым торговым городом Маастрихтом и его клириками, Генрих фон Фельдеке в своем творчестве отражает жизнь и настроения различных сословий, переходя от форм рифмованной легенды к чисто светским формам рыцарского эпоса и куртуазной лирики.
Его первое произведение «Серваций» (Servatius, ок. 1170 года) представляет собой переложение в стихах на народном (лимбургском) диалекте латинского жития святого Серватия. В куртуазном эпосе «Энеида» (Eneit) по сюжету французского «Roman d’Eneas» Фельдеке рассказывает античную историю любви Энея к Дидоне и Лавинии на современном автору фоне рыцарского быта. Эпос «Энеида» Генриха фон Фельдеке свободен от характерных диалектизмов, что сделало его доступным немецкому слушателю.
Благодаря своим лирическим песням, написанным под влиянием французских трубадуров, Генрих фон Фельдеке является ярким представителем куртуазной поэзии, мастер изящного, хотя и с элементами шпильманского творчества, стиля. Генриха фон Фельдеке называют мастером рыцарского эпоса и основоположником куртуазного стиля более поздние немецкие поэты Средневековья — Вольфрам фон Эшенбах, Готтфрид Страсбургский и другие.

## Литература

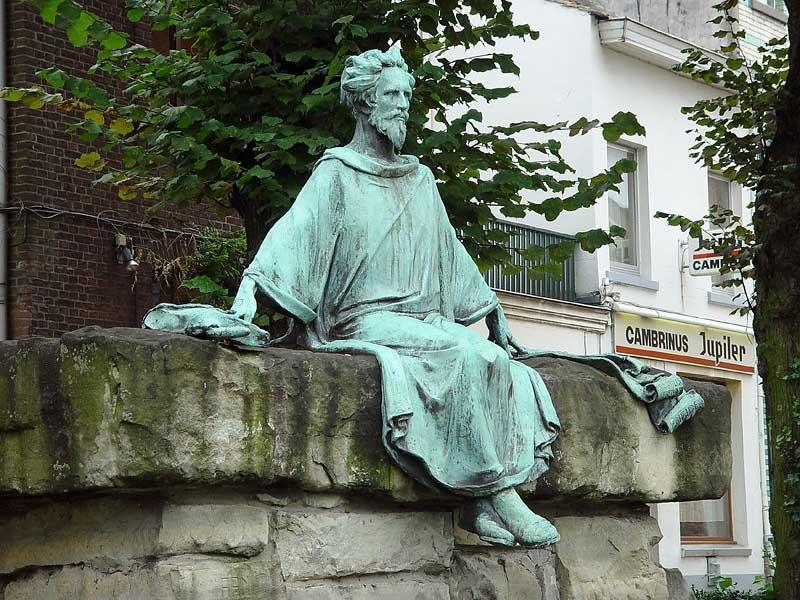
Памятник Генриху фон Фельдеке в Хассельте, Бельгия